# Vincenzo Rustici

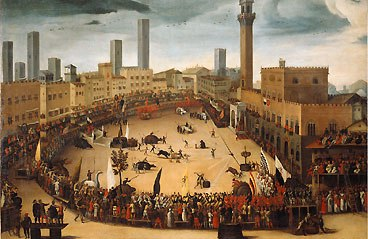
Caccia dei tori in Piazza del Campo von Vincenzo Rustici

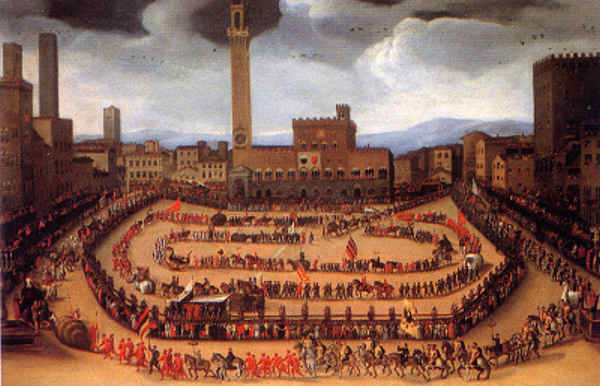
Sfilata delle Contrade in Piazza del Campo von Vincenzo Rustici

Vincenzo Rustici (* 1556 in Siena; † 1632 ebenda) war ein italienischer Maler, der im Stil der Schule von Siena malte.

## Leben
Seine Ausbildung erhielt er von Alessandro Casolani, mit dem er das Werk Resurrezione di Lazzaro in der Basilica di San Francesco (Siena) erstellte. Neben seinen Tätigkeiten in Siena war er auch in der Chiesa di San Paolo a Carteano in Prato aktiv.
Zu seinen bekanntesten Darstellungen gehören die beiden Gemälde (Öl auf Leinwand), die 1585 entstanden und den Palio di Siena vom 15. August 1546 wiedergeben. Caccia dei tori in Piazza del Campo (126 × 196 cm, dt. Stierjagd) stellt dabei eine Vorgängerveranstaltung des Corteo storico (historischer Umzug) dar, der nur von 1499 bis 1597 stattfand.
Das zweite Bild des Gemäldepaares, Sfilata delle Contrade in Piazza del Campo (126 × 192 cm, dt. Aufstellung der Contraden), stellt den Corteo storico dar, wobei als einzige Contrade die der Tartuca abwesend ist.
Beide Gemälde wurden zunächst in der Villa Medici Poggio Imperiale in Florenz aufbewahrt und dort bereits 1654 dokumentiert und befinden sich heute im Besitz der Kollektion Monte dei Paschi di Siena im Palazzo Salimbeni (Sala del Palio).
Zu seinen Schülern gehörte sein Neffe Ilario Casolani.

## Werke (Auswahl)
- Caccia dei tori in Piazza del Campo, 1585, Palazzo Salimbeni, Siena
- Sfilata delle Contrade in Piazza del Campo, 1585, Palazzo Salimbeni, Siena
- Madonna col Bambino, San Bartolomeo e San Cristoforo, Chiesa di San Bartolomeo, Rapolano Terme
- Madonna col Bambino, San Galgano e Santa Caterina da Siena, Palazzo Pubblico (Siena) (Seconda sala)
- Madonna col Bambino, San Giovannino e San Carlo Borromeo che presenta il Beato Luigi Gonzaga, Chiesa di Sant’Antonio da Padova, Siena
- Matrimonio mistico di Santa Caterina da Siena, Chiesa di San Giacinto, Siena
- Pietà, Pinacoteca Nazionale di Siena (Saal 35)
- Pietà e Santi, Oratorio di Santa Caterina del Paradiso, Siena
- Sacrificio nel tempio ebraico, Basilica di San Domenico (Siena) (Sakristei)
- Sant’Ansano battezza i senesi, Martirio di Sant’Ansano, 1596, Palazzo Pubblico, Siena (Sala del Capitano del Popolo)
- Wandgemälde (Annunciazione und Dio Padre onnipotente) der Chiesa delle Carceri di Sant’Ansano, Siena